# Heteropoda afghana
Heteropoda afghana är en spindelart som beskrevs av Roewer 1962. Heteropoda afghana ingår i släktet Heteropoda och familjen jättekrabbspindlar. Inga underarter finns listade i Catalogue of Life.